# فینال جام اتحادیه فوتبال انگلستان ۲۰۱۸
فینال جام اتحادیه فوتبال انگلستان ۲۰۱۸ (انگلیسی: 2018 EFL Cup Final) رقابت پایانی جام اتحادیه فوتبال انگلستان در سال ۲۰۱۸ میلادی است که مابین دو تیم آرسنال و منچستر سیتی در ورزشگاه ومبلی لندن برگزار شده‌است.
این مسابقه که در تاریخ ۲۵ فوریهٔ ۲۰۱۸ انجام شده‌است با نتیجه ۳ بر ۰ به سود تیم منچستر سیتی به پایان رسید.

## مسابقه
| آرسنال | ۰–۳   | منچستر سیتی                               |
| ------ | ----- | ----------------------------------------- |
|        | گزارش | آگوئرو ۱۸' · کمپانی ۵۸' · داوید سیلوا ۶۵' |